# 色素性乾皮症
色素性乾皮症（しきそせいかんぴしょう、羅: xeroderma pigmentosum）は常染色体劣性遺伝性の光線過敏性皮膚疾患である。英語名の頭文字からXPと省略して呼ばれることもある。
色素性乾皮症 (XP) 患者及び家族の会である『全国色素性乾皮症連絡会』では、XPを特定疾患として認めるように求める署名活動を行っていた。これにより、2007年3月12日、2003年以来4年ぶりとなる特定疾患として認定された（指定難病告示番号159）。

## 発症メカニズム
一般に紫外線 (UV) には、細胞内の遺伝子であるDNAを損傷する作用がある。遺伝子に損傷を受けると、その細胞はがん細胞となる可能性が高まる。
また、真夏の直射日光など紫外線を大量に含む光線に晒された場合、遺伝子が損傷を受けるだけでなく、細胞そのものが障害を受け、細胞死に至り、水疱等の火傷のような症状を示すことがあり、これを日焼けという。
通常、紫外線の照射により遺伝子が損傷を受けても、すべての細胞が死んだり、がん細胞となったりする訳ではなく、大部分の細胞は遺伝子の損傷部位を修復する機能、すなわち不定期遺伝子合成 (UDS：unscheduled DNA synthesis) 機能を有していて、損傷を受けた遺伝子を正常な状態へと修復することができる。
しかし、色素性乾皮症患者では、この遺伝子損傷部位を修復する機能が遺伝的に低下しているため、遺伝子レベルの損傷が固定化され、異常細胞、すなわち、がん細胞の増殖に繋がり、皮膚がんが発生すると考えられている。

## 分類・原因遺伝子
不定期遺伝子合成機能（遺伝子修復機能）の低下をもたらす遺伝子異常の相違から、AからGの7つの相補性群（型）と、不定期遺伝子合成機能はほぼ正常だが、損傷乗り越え機構の異常から、遺伝子の損傷部位を複製する機能が低下しているバリアント（variant：v）に分類される。
色素性乾皮症の原因遺伝子は、7群（型）およびバリアント総ての遺伝子が特定されている。最初に特定されたのはA群の原因遺伝子である。1990年にA群の原因遺伝子が日本で特定され、色素性乾皮症遺伝子と名づけられた。この遺伝子はヒト9番染色体上に存在し、DNA除去修復機構に関わるタンパク質の遺伝子と考えられている。
色素性乾皮症は常染色体性劣性遺伝性疾患であるので、両親が保因者の場合、1/4の確率でその子供に色素性乾皮症患者が生まれる。
日本人に多いのはA群と変異体で、特にA群が最も多い。欧米ではC群が多い。
発病率に男女差は無い。
発生頻度は、日本では出生数15万人に1人、欧米では出生数25万人に1人という報告がある。
日本における色素性乾皮症患者は、300人から600人の患者が居ると推定される。

## 症状・予後

### 皮膚症状
色素性乾皮症患者が紫外線にあたると、皮膚の露出部に異常に強い紅斑や水疱が発生し、火傷のようになってしまう。さらに紫外線によって損傷を受けた遺伝子が修復されないために皮膚がんになりやすくなる。
色素性乾皮症患者に皮膚がんが発生する確率は、健常者の約2000倍と言われている。また皮膚以外のがん（癌）の発症率も約20倍といわれている。
3歳までに、色素性乾皮症患者の約75 %に色素斑などの皮膚症状が出現するが、大人になってから発症するものもいる。発症の早いものほど重症のA群が疑われ、皮膚がんも早く発生する。
特に合併の頻度の多い皮膚がんは基底細胞がん、有棘細胞がん、悪性黒色腫である。有棘細胞がんや悪性黒色腫は転移を起こしやすく、死亡率が高い。

### 神経症状
日本人に多いA群では、これらの皮膚疾患に加え、進行性の中枢神経障害や末梢神経障害が発症する（B、D、G群でも、神経障害の発症例が報告されている）。
これらの神経障害については、紫外線の照射量とは無関係であること以外は解明されていない。
神経障害を伴う群では、若年のうちに死亡する可能性が高く、特にA群の重症例では約3分の2が20歳までに死亡していた。しかし、現在では運動やリハビリにより神経症状の進行を遅らせることができ、寿命は延びている。主な死因には、神経障害に合併した誤嚥性肺炎などが挙げられている。

## 治療

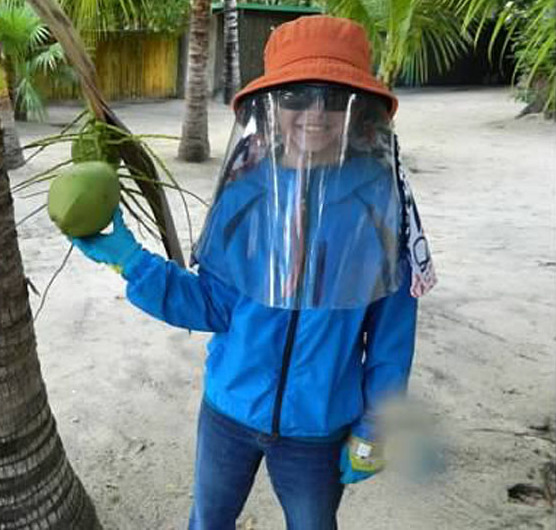
紫外線対策が必要となる

- まず直射日光を極力避けることが求められる。特に日中の外出時は万全の紫外線対策が必要となる。
- 根本的な治療法は無いが、皮膚の腫瘍に対しては、早期に適切に切除する[1]。
- 神経障害に対する治療法は現在のところ発見されていない[1]。
- 紫外線防護クリームなどを用いて皮膚を保護することにより、皮膚がんの発生を抑えることはできる。

## その他
- TBS系列ドキュメンタリー番組『私たちはこんな病気と闘っています』で取り上げられた。
- 2006年公開の映画並びにドラマ『タイヨウのうた』（映画主演YUI、塚本高史　ドラマ主演沢尻エリカ、山田孝之）では、主人公である薫（映画:YUI、ドラマ:沢尻エリカ）が色素性乾皮症患者という設定になっている。
- 2005年発売の美少女ゲーム『ANGEL TYPE』（制作 minori feat. Aeris ）では、ヒロインの1人である柚月未憂（cv.鈴田美夜子）が色素性乾皮症患者という設定になっている。
- 2004年公開の映画『ムーンライト・ジェリーフィッシュ』（主演藤原竜也）では、主人公であるセイジ（藤原竜也）の弟ミチオ（木村了）が知的障害を伴う色素性乾皮症患者という設定になっている。
- 2010年8月28日の24時間テレビにて、色素性乾皮症の男の子の話が取り上げられている。
- インターネット掲示板サイト「2ちゃんねる」にて立てられたスレッド『消去できないメールが来ました』でもこの病気の知名度を上げられた。
- ドキュメンタリー『おひさま家族〜りんくん一家の１７年〜』（2021年5月24日、静岡放送）[4]